# Чебоксари
Чебокса́ри (на руски: Чебоксары; на чувашки: Шупашкар) e град в Русия, столица на автономна република Чувашия. Населението му през 2016 година е 480 741 души.
Пристанищен град, разположен на брега на р. Волга между градовете Нижни Новгород и Казан. Градът е архитектурен паметник.
Има град-спътник – Новочебоксарск, който е с население от 125 000 души.

## История
Селището е споменато за пръв път през 1469 г., когато руски войници са се спирали тук, на път към Казанското ханство. Според разкопки обаче мястото на Чебоксари е било обитавано и по-рано. Българският град Веда Сувар се е появил тук след монголското нашествие във Волжка България през 13 век от преселници от град Сувар. Сегашното име на града се предполага, че произлиза от тюркското Чабаксар. Чувашкото име Шупашкар означава буквално „крепост на чувашите“.
През 1555 г., градът е вече покорен от руснаците, които построяват тук крепост за защита на южните граници на държавата и основават Чебоксарски окръг. Към края на 17 век градът вече е голям център на търговията. По това време тук вече има катедрала, 8 църкви и 4 манастира. През 18 век все още се развива повече търговията, отколкото промишлеността на града. Въпреки това, търговията запада в началото на 20 век. През 1920 г. Чебоксари е провъзгласен за столица на Чувашката автономна област, а през 1925 г. – столица на Чувашката АССР. По времето на Втората световна война, няколко предприятия от западните части на Русия биват преместени в Чебоксари. През 1959 г. в състава на града са включени селищата от градски тип Сосновка, Чапаевски и Южни. През 1987 г., във връзка със строенето на Чебоксарската ВЕЦ, бива изкуствено създаден Чебоксарския залив. Той се намира в историческия център на града и в хода на строежа му биват разрушени много исторически сгради.
На 2 март 2008 г. е проведен референдум относно обединяването на Чебоксари и Новочебоксарск в един градски окръг, но мнозинството от новочебоксарците гласуват против обединението, в резултат на което въпросът бива отложен.

## Население
| 1625    | 1646    | 1723    | 1795    | 1856    | 1897    | 1913    | 1926    |
| ------- | ------- | ------- | ------- | ------- | ------- | ------- | ------- |
| 458     | 661     | 1924    | 4687    | 4700    | 5000    | 6700    | 9000    |
| 1931    | 1939    | 1959    | 1967    | 1970    | 1973    | 1976    | 1979    |
| 12 200  | 31 000  | 104 374 | 178 000 | 209 000 | 239 000 | 270 000 | 307 599 |
| 1982    | 1986    | 1989    | 1991    | 1993    | 1996    | 1999    | 2001    |
| 353 000 | 386 000 | 419 592 | 436 000 | 444 000 | 452 000 | 458 000 | 461 200 |
| 2003    | 2005    | 2007    | 2009    | 2011    | 2013    | 2015    | 2016    |
| 440 600 | 442 600 | 441 277 | 444 430 | 455 181 | 464 940 | 473 895 | 480 741 |

### Етнически състав
Към 2002 г. населението на Чебоксари представлява: 62% чуваши и 34% руснаци. Има малцинства от татари, мордовци, украинци и марийци.

## Климат
Чебоксарският климат е умереноконтинентален. Снежната покривка е постоянна от декември до март, а снежните дни са около 150 – 160 в годината. Средната годишна температура е 3,5 °C.
| Климатични данни за Чебоксари                                | Климатични данни за Чебоксари | Климатични данни за Чебоксари | Климатични данни за Чебоксари | Климатични данни за Чебоксари | Климатични данни за Чебоксари | Климатични данни за Чебоксари | Климатични данни за Чебоксари | Климатични данни за Чебоксари | Климатични данни за Чебоксари | Климатични данни за Чебоксари | Климатични данни за Чебоксари | Климатични данни за Чебоксари | Климатични данни за Чебоксари |
| Месеци                                                       | яну.                          | фев.                          | март                          | апр.                          | май                           | юни                           | юли                           | авг.                          | сеп.                          | окт.                          | ное.                          | дек.                          | Годишно                       |
| Абсолютни максимални температури (°C)                        | 4,7                           | 5,0                           | 12,4                          | 24,0                          | 32,5                          | 36,2                          | 38,6                          | 39,9                          | 29,7                          | 21,4                          | 11,4                          | 7,0                           | 39,9                          |
| Средни максимални температури (°C)                           | −9,4                          | −7,4                          | −1,5                          | 8,5                           | 18,4                          | 22,2                          | 24,2                          | 22,0                          | 15,5                          | 6,6                           | −1,2                          | −6,2                          | 7,6                           |
| Средни температури (°C)                                      | −12,9                         | −10,7                         | −5,1                          | 4,3                           | 12,6                          | 16,6                          | 18,8                          | 16,6                          | 10,6                          | 3,1                           | −3,4                          | −9,1                          | 3,5                           |
| Средни минимални температури (°C)                            | −16,4                         | −14,1                         | −8,5                          | 0,4                           | 7,7                           | 11,9                          | 14,4                          | 12,4                          | 7,2                           | 0,8                           | −5,8                          | −12,2                         | −0,2                          |
| Абсолютни минимални температури (°C)                         | −39                           | −33                           | −27                           | −16,9                         | −2                            | 1,0                           | 6,2                           | 3,6                           | −2,5                          | 11,9                          | −25,9                         | −44,3                         | −44,3                         |
| Средни месечни валежи (mm)                                   | 29                            | 19                            | 25                            | 33                            | 37                            | 60                            | 65                            | 52                            | 51                            | 51                            | 43                            | 34                            | 499                           |
| ------------------------------------------------------------ | ----------------------------- | ----------------------------- | ----------------------------- | ----------------------------- | ----------------------------- | ----------------------------- | ----------------------------- | ----------------------------- | ----------------------------- | ----------------------------- | ----------------------------- | ----------------------------- | ----------------------------- |
| Източник: Погода и Климат, World Weather Information Service |                               |                               |                               |                               |                               |                               |                               |                               |                               |                               |                               |                               |                               |

## Икономика
Чебоксарската ВЕЦ произвежда 1404 MW електроенергия за града и околностите му. Развити са и машиностроенето и хранително-вкусовата промишленост. Тук се намира Чебоксарският завод за промишлени трактори – един от най-големите заводи за тежко машиностроене в света. Произвеждат се електрооборудване и текстилни изделия.

### Транспорт
Градът е важно речно пристанище на Волга. Разполага с летище и жп гара. Градският транспорт е съставен от автобусни и тролейбусни линии.

## Образование и култура
Чебоксари разполага с 5 висши учебни заведения:
- Чувашки държавен университет „И.Н. Улянов“
- Чувашки държавен педагогически университет
- Чувашка държавна селскостопанска академия
- Чебоксарски кооперативен институт
- Чувашки държавен институт на културата и изкуствата

Има и 10 филиала на вузове от други градове.
В града функционират множество музеи, театри и библиотеки. Дом е на много международни фестивали.

## Побратимени градове
Чебоксари е побратимен със следните градове:
- Санта Клара, Куба
- Егер, Унгария
- Рунду, Намибия
- Гродно, Беларус

## Галерия
- Чебоксари през зимата.
- Новоюжни микрорайон.
- Селскостопанската академия.
- Паметник на Майката-покровителка.
- Летище Чебоксари.
- Старият герб на Чебоксари.